# Parsons Green (métro de Londres)
Pour le quartier, voir Parsons Green.
Parsons Green est une station du métro de Londres. La station est sur la District line en zone 2.

## Historique de la station
La station fut ouverte en 1880.
Le 15 septembre 2017, une explosion a lieu dans cette station. Beaucoup de personnes sont blessées.

## Explosion de septembre 2017
Le 15 septembre 2017, aux alentours de 8 h 20 heure locale, une explosion dans un métro aérien en station de Parsons Green a fait plusieurs blessés. Cela est traité par les services de police britannique, comme étant un « acte terroriste ».